# Copa Libertadores 2005
Die Copa Libertadores 2005, aufgrund des Sponsorings des Autoherstellers Toyota auch Copa Toyota Libertadores, war die 46. Auflage des wichtigsten südamerikanischen Fußballwettbewerbs für Vereinsmannschaften. Es nahmen 32 Mannschaften teil, wobei die Anzahl der Teilnehmer je nach Rang des Landes in der CONMEBOL-Rangliste ermittelt wurde. Das Teilnehmerfeld komplettierte Titelverteidiger Once Caldas. Das Turnier begann am 15. Februar und endete am 14. Juli 2005 mit dem Final-Rückspiel. Der brasilianische Vertreter FC São Paulo gewann das Finale gegen Athletico Paranaense und damit zum dritten Mal die Copa Libertadores.

## Qualifikation
|                       | Gesamt    |                         | Hinspiel | Rückspiel |
| --------------------- | --------- | ----------------------- | -------- | --------- |
| Quilmes AC            | (a)2:2(a) | CSD Colo-Colo           | 0:0      | 2:2       |
| Mineros de Guayana    | 1:5       | América de Cali         | 0:2      | 1:3       |
| Deportivo Guadalajara | 8:2       | Club Sportivo Cienciano | 3:1      | 5:1       |
| Tacuary FC            | 2:4       | SE Palmeiras            | 2:2      | 0:2       |
| Atlético Junior       | 5:2       | Oriente Petrolero       | 2:1      | 3:1       |
| LDU Quito             | (a)4:4(a) | Club Atlético Peñarol   | 3:0      | 1:4       |

## Gruppenphase

### Gruppe 1
| Pl. | Verein                 | Sp. | S | U | N | Tore    | Diff. | Punkte |
| --- | ---------------------- | --- | - | - | - | ------- | ----- | ------ |
| 1.  | Independiente Medellín | 6   | 3 | 1 | 2 | 014:800 | +6    | 10     |
| 2.  | Athletico Paranaense   | 6   | 3 | 1 | 2 | 008:110 | −3    | 10     |
| 3.  | América de Cali        | 6   | 3 | 0 | 3 | 007:700 | ±0    | 09     |
| 4.  | Club Libertad          | 6   | 2 | 0 | 4 | 008:110 | −3    | 06     |

|                        |   |                        | Hinspiel | Rückspiel |
| ---------------------- | - | ---------------------- | -------- | --------- |
| Independiente Medellín | - | Athletico Paranaense   | 2:2      | 4:0       |
| Club Libertad          | - | América de Cali        | 1:2      | 1:0       |
| América de Cali        | - | Independiente Medellín | 1:0      | 0:2       |
| Athletico Paranaense   | - | Club Libertad          | 1:0      | 2:1       |
| Club Libertad          | - | Independiente Medellín | 3:2      | 2:4       |
| América de Cali        | - | Athletico Paranaense   | 3:1      | 1:2       |

### Gruppe 2
| Pl. | Verein       | Sp. | S | U | N | Tore    | Diff. | Punkte |
| --- | ------------ | --- | - | - | - | ------- | ----- | ------ |
| 1.  | FC Santos    | 6   | 4 | 0 | 2 | 018:100 | +8    | 12     |
| 2.  | LDU Quito    | 6   | 2 | 2 | 2 | 007:100 | −3    | 08     |
| 3.  | Danubio FC   | 6   | 2 | 1 | 3 | 009:800 | +1    | 07     |
| 4.  | Club Bolívar | 6   | 2 | 1 | 3 | 008:140 | −6    | 07     |

|               |   |               | Hinspiel | Rückspiel |
| ------------- | - | ------------- | -------- | --------- |
| Club Bolívar  | - | FC Santos     | 4:3      | 0:6       |
| Danubio FC    | - | Liga de Quito | 3:0      | 1:1       |
| FC Santos     | - | Danubio FC    | 3:2      | 2:1       |
| Liga de Quito | - | Club Bolívar  | 1:0      | 2:2       |
| Danubio FC    | - | Club Bolívar  | 2:0      | 0:2       |
| Liga de Quito | - | FC Santos     | 2:1      | 1:3       |

### Gruppe 3
| Pl. | Verein                  | Sp. | S | U | N | Tore    | Diff. | Punkte |
| --- | ----------------------- | --- | - | - | - | ------- | ----- | ------ |
| 1.  | FC São Paulo            | 6   | 3 | 3 | 0 | 016:900 | +7    | 12     |
| 2.  | CF Universidad de Chile | 6   | 2 | 3 | 1 | 009:900 | ±0    | 09     |
| 3.  | Quilmes AC              | 6   | 1 | 2 | 3 | 008:110 | −3    | 05     |
| 4.  | Club The Strongest      | 6   | 1 | 2 | 3 | 006:100 | −4    | 05     |

|                         |   |                         | Hinspiel | Rückspiel |
| ----------------------- | - | ----------------------- | -------- | --------- |
| CF Universidad de Chile | - | Quilmes AC              | 3:2      | 1:1       |
| The Strongest           | - | FC São Paulo            | 3:3      | 0:3       |
| FC São Paulo            | - | CF Universidad de Chile | 4:2      | 1:1       |
| Quilmes AC              | - | The Strongest           | 1:0      | 1:2       |
| CF Universidad de Chile | - | The Strongest           | 2:1      | 0:0       |
| Quilmes AC              | - | FC São Paulo            | 2:2      | 1:3       |

### Gruppe 4
| Pl. | Verein             | Sp. | S | U | N | Tore    | Diff. | Punkte |
| --- | ------------------ | --- | - | - | - | ------- | ----- | ------ |
| 1.  | Club Cerro Porteño | 6   | 3 | 3 | 0 | 010:400 | +6    | 12     |
| 2.  | SE Palmeiras       | 6   | 2 | 3 | 1 | 008:500 | +3    | 09     |
| 3.  | EC Santo André     | 6   | 2 | 2 | 2 | 011:600 | +5    | 08     |
| 4.  | Deportivo Táchira  | 6   | 1 | 0 | 5 | 003:170 | −14   | 03     |

|                    |   |                    | Hinspiel | Rückspiel |
| ------------------ | - | ------------------ | -------- | --------- |
| Deportivo Táchira  | - | Santo André        | 1:0      | 0:6       |
| Club Cerro Porteño | - | SE Palmeiras       | 1:1      | 0:0       |
| Santo André        | - | Club Cerro Porteño | 2:2      | 0:1       |
| SE Palmeiras       | - | Deportivo Táchira  | 3:0      | 2:1       |
| SE Palmeiras       | - | Santo André        | 1:1      | 1:2       |
| Club Cerro Porteño | - | Deportivo Táchira  | 3:1      | 3:0       |

### Gruppe 5
| Pl. | Verein              | Sp. | S | U | N | Tore    | Diff. | Punkte |
| --- | ------------------- | --- | - | - | - | ------- | ----- | ------ |
| 1.  | River Plate         | 6   | 5 | 1 | 0 | 012:500 | +7    | 16     |
| 2.  | Atlético Junior     | 6   | 3 | 0 | 3 | 008:900 | −1    | 09     |
| 3.  | CD Olmedo           | 6   | 2 | 1 | 3 | 010:110 | −1    | 07     |
| 4.  | Nacional Montevideo | 6   | 1 | 0 | 5 | 007:120 | −5    | 03     |

|                     |   |                     | Hinspiel | Rückspiel |
| ------------------- | - | ------------------- | -------- | --------- |
| Nacional Montevideo | - | Atlético Junior     | 0:1      | 2:3       |
| CD Olmedo           | - | River Plate         | 2:3      | 1:1       |
| Atlético Junior     | - | CD Olmedo           | 2:0      | 1:3       |
| River Plate         | - | Nacional Montevideo | 1:0      | 3:1       |
| Nacional Montevideo | - | CD Olmedo           | 1:2      | 3:2       |
| Atlético Junior     | - | River Plate         | 0:2      | 1:2       |

### Gruppe 6
| Pl. | Verein       | Sp. | S | U | N | Tore    | Diff. | Punkte |
| --- | ------------ | --- | - | - | - | ------- | ----- | ------ |
| 1.  | UANL Tigres  | 6   | 3 | 3 | 0 | 013:500 | +8    | 12     |
| 2.  | CA Banfield  | 6   | 3 | 2 | 1 | 010:900 | +1    | 11     |
| 3.  | Alianza Lima | 6   | 1 | 2 | 3 | 004:700 | −3    | 05     |
| 4.  | FC Caracas   | 6   | 1 | 1 | 4 | 008:140 | −6    | 04     |

|              |   |              | Hinspiel | Rückspiel |
| ------------ | - | ------------ | -------- | --------- |
| Alianza Lima | - | UANL Tigres  | 0:0      | 0:0       |
| FC Caracas   | - | CA Banfield  | 1:1      | 1:3       |
| CA Banfield  | - | Alianza Lima | 3:2      | 1:0       |
| UANL Tigres  | - | FC Caracas   | 3:1      | 5:2       |
| Alianza Lima | - | FC Caracas   | 2:1      | 0:2       |
| UANL Tigres  | - | CA Banfield  | 2:2      | 3:0       |

### Gruppe 7
| Pl. | Verein                               | Sp. | S | U | N | Tore    | Diff. | Punkte |
| --- | ------------------------------------ | --- | - | - | - | ------- | ----- | ------ |
| 1.  | Deportivo Guadalajara                | 6   | 3 | 2 | 1 | 010:700 | +3    | 11     |
| 2.  | Once Caldas                          | 6   | 2 | 3 | 1 | 006:400 | +2    | 09     |
| 3.  | CD Cobreloa                          | 6   | 2 | 2 | 2 | 006:700 | −1    | 08     |
| 4.  | Club Atlético San Lorenzo de Almagro | 6   | 0 | 3 | 3 | 001:500 | −4    | 03     |

|                                      |   |                                      | Hinspiel | Rückspiel |
| ------------------------------------ | - | ------------------------------------ | -------- | --------- |
| CD Cobreloa                          | - | Deportivo Guadalajara                | 1:3      | 1:3       |
| Once Caldas                          | - | Club Atlético San Lorenzo de Almagro | 0:0      | 1:0       |
| Deportivo Guadalajara                | - | Once Caldas                          | 0:0      | 2:4       |
| Club Atlético San Lorenzo de Almagro | - | CD Cobreloa                          | 0:0      | 0:2       |
| CD Cobreloa                          | - | Once Caldas                          | 2:1      | 0:0       |
| Deportivo Guadalajara                | - | Club Atlético San Lorenzo de Almagro | 2:1      | 0:0       |

### Gruppe 8
| Pl. | Verein           | Sp. | S | U | N | Tore    | Diff. | Punkte |
| --- | ---------------- | --- | - | - | - | ------- | ----- | ------ |
| 1.  | Boca Juniors     | 6   | 4 | 1 | 1 | 014:300 | +11   | 13     |
| 2.  | CF Pachuca       | 6   | 3 | 1 | 2 | 008:900 | −1    | 10     |
| 3.  | Sporting Cristal | 6   | 2 | 1 | 3 | 005:100 | −5    | 07     |
| 4.  | Deportivo Cuenca | 6   | 0 | 3 | 3 | 004:900 | −5    | 03     |

|                  |   |                  | Hinspiel | Rückspiel |
| ---------------- | - | ---------------- | -------- | --------- |
| Sporting Cristal | - | CF Pachuca       | 2:0      | 0:2       |
| Deportivo Cuenca | - | Boca Juniors     | 0:0      | 0:3       |
| CF Pachuca       | - | Deportivo Cuenca | 2:1      | 1:1       |
| Boca Juniors     | - | Sporting Cristal | 3:0      | 3:0       |
| Sporting Cristal | - | Deportivo Cuenca | 1:0      | 2:2       |
| CF Pachuca       | - | Boca Juniors     | 3:1      | 0:4       |

## Achtelfinale
|                         | Gesamt          |                        | Hinspiel | Rückspiel |
| ----------------------- | --------------- | ---------------------- | -------- | --------- |
| LDU Quito               | 4:5             | River Plate            | 2:1      | 2:4       |
| Atlético Junior         | 3:7             | Boca Juniors           | 3:3      | 0:4       |
| CA Banfield             | 5:0             | Independiente Medellín | 3:0      | 2:0       |
| CF Pachuca              | 2:4             | Deportivo Guadalajara  | 1:1      | 1:3       |
| SE Palmeiras            | 0:3             | FC São Paulo           | 0:1      | 0:2       |
| CF Universidad de Chile | 2:4             | FC Santos              | 2:1      | 0:3       |
| Once Caldas             | 2:3             | UANL Tigres            | 1:1      | 1:2       |
| Athletico Paranaense    | 3:3 (5:4 i. E.) | Club Cerro Porteño     | 2:1      | 1:2       |

## Viertelfinale
|                       | Gesamt |              | Hinspiel | Rückspiel |
| --------------------- | ------ | ------------ | -------- | --------- |
| FC São Paulo          | 5:2    | UANL Tigres  | 4:0      | 1:2       |
| Athletico Paranaense  | 5:2    | FC Santos    | 3:2      | 2:0       |
| CA Banfield           | 3:4    | River Plate  | 1:1      | 2:3       |
| Deportivo Guadalajara | 4:0    | Boca Juniors | 4:0      | 0:0       |

## Halbfinale
|                      | Gesamt |                       | Hinspiel | Rückspiel |
| -------------------- | ------ | --------------------- | -------- | --------- |
| FC São Paulo         | 5:2    | River Plate           | 2:0      | 3:2       |
| Athletico Paranaense | 5:2    | Deportivo Guadalajara | 3:0      | 2:2       |

## Finale

### Hinspiel
| Athletico Paranaense                                        | Athletico Paranaense | FC São Paulo | FC São Paulo |
| ----------------------------------------------------------- | --- | --- | ------------ |
| Athletico Paranaense                                        | \| 6. Juli 2005 in Porto Alegre, Brasilien (Estádio Beira-Rio) \| \| Ergebnis: 1:1 (1:0) \| \| Zuschauer: 35.000 \| \| Schiedsrichter: Jorge Larrionda ( Uruguay) \| | \| 6. Juli 2005 in Porto Alegre, Brasilien (Estádio Beira-Rio) \| \| Ergebnis: 1:1 (1:0) \| \| Zuschauer: 35.000 \| \| Schiedsrichter: Jorge Larrionda ( Uruguay) \| | FC São Paulo |
| Athletico Paranaense                                        | Diego – Jancarlos (82. André Rocha), Danilo, Durval, Marcão – Cocito, Alan Bahia, Fernandinho (66. Evandro), Fabrício – Lima, Aloísio Cheftrainer: Antônio Lopes     | Rogério Ceni – Cicinho, Fabão, Diego Lugano, Alex, Júnior – Mineiro, Josué, Danilo – Luizão, Márcio Amoroso Cheftrainer: Paulo Autuori                               | FC São Paulo |
| Athletico Paranaense                                        | 1:0 Aloísio (14.) | 1:1 Durval (52., Eigentor) | FC São Paulo |
| 6. Juli 2005 in Porto Alegre, Brasilien (Estádio Beira-Rio) | | |              |
| Ergebnis: 1:1 (1:0)                                         | | |              |
| Zuschauer: 35.000                                           | | |              |
| Schiedsrichter: Jorge Larrionda ( Uruguay)                  | | |              |

### Rückspiel
| FC São Paulo                                               | FC São Paulo | Athletico Paranaense | Athletico Paranaense |
| ---------------------------------------------------------- | --- | --- | -------------------- |
| FC São Paulo                                               | \| 14. Juli 2005 in São Paulo, Brasilien (Estádio do Morumbi) \| \| Ergebnis: 4:0 (1:0) \| \| Zuschauer: 72.000 \| \| Schiedsrichter: Horacio Elizondo ( Argentinien) \|                   | \| 14. Juli 2005 in São Paulo, Brasilien (Estádio do Morumbi) \| \| Ergebnis: 4:0 (1:0) \| \| Zuschauer: 72.000 \| \| Schiedsrichter: Horacio Elizondo ( Argentinien) \|            | Athletico Paranaense |
| FC São Paulo                                               | Rogério Ceni – Cicinho, Fabão, Diego Lugano, Alex, Júnior (85. Fábio Santos) – Mineiro, Josué, Danilo – Luizão (72. Souza), Márcio Amoroso (78. Diego Tardelli) Cheftrainer: Paulo Autuori | Diego – Jancarlos, Danilo, Durval, Marcão (60. Rodrigo Almeida) – Cocito, André Rocha (82. Alan Bahia), Fabrício, Lima – Lima (60. Fernandinho), Aloísio Cheftrainer: Antônio Lopes | Athletico Paranaense |
| FC São Paulo                                               | 1:0 Márcio Amoroso (16.) 2:0 Fabão (52.) 3:0 Luizão (70.) 4:0 Diego Tardelli (89.) | | Athletico Paranaense |
| 14. Juli 2005 in São Paulo, Brasilien (Estádio do Morumbi) | | |                      |
| Ergebnis: 4:0 (1:0)                                        | | |                      |
| Zuschauer: 72.000                                          | | |                      |
| Schiedsrichter: Horacio Elizondo ( Argentinien)            | | |                      |